# Іоанн IV Ласкаріс
Іоанн IV Ласкаріс (грец. Ιωάννης Δ' Λάσκαρης, 25 грудня 1250, Нікея — 1305) — імператор Нікейської імперії з 1258 до 1261 року.
Епілепсійні припадки батька Іоанна IV Ласкаріса — імператора Феодора II Ласкаріса привели його до смерті 18 серпня 1258 року, залишивши Георгія Муцалона регентом при малолітньому синові Іоанні. Однак опікунство над ним і регентство силою захопив Михайло Палеолог, який у 1260 проголосив себе імператором-співправителем. Після відновлення Візантійської імперії 1261 року, Михайло осліпив 11-річного Іоанна і заточив його у фортецю Дакібіз.
Про час смерті Іоанна немає точних даних. Він був живий ще у 1290, коли його відвідав син Михайла, Андронік, з метою домогтися визнання своїх спадкових прав на імперський престол.